# Kalciumbensoat
Kalciumbensoat (E213) är en livsmedelstillsats som oftast framställs syntetiskt men som även förekommer naturligt i vissa bär så som lingon, hjortron och tranbär. Kalciumbensoat används till exempel i sylt, dressingar, soppor och desserter för att motverkar jäst- och mögelsvampar och vissa bakterier.
Det finns en risk för överkänslighetsreaktioner av kalciumbensoat, särskilt hos personer som inte tål acetylsalicylsyra.